# Bakhchakyurd
Bakhchakyurd (azerbajdzjanska: Bağçakürd) är en ort i Azerbajdzjan.   Den ligger i distriktet Goranboj, i den centrala delen av landet, 290 kilometer väster om huvudstaden Baku. Bakhchakyurd ligger 219 meter över havet och antalet invånare är 1 597.
Terrängen runt Bakhchakyurd är lite kuperad. Runt Bakhchakyurd är det ganska tätbefolkat, med 70 invånare per kvadratkilometer.. Närmaste större samhälle är Ganja, 13,9 kilometer väster om Bakhchakyurd.
Trakten runt Bakhchakyurd består till största delen av jordbruksmark.